# Filip 2. af Orléans
Filip af Orléans, hertug af Orléans, regent af Frankrig (fransk: Philippe Charles d'Orléans, duc d'Orléans; født 2. august 1674, død 2. december 1723) var en fransk prins. 
Filip af Orléans var søn af det franske kongepar, Filip af Frankrig, Hertug af Orléans, Monsieur og Elisabet Charlotta af Pfalz, Madame. Orléans var Frankrigs regent, mens Ludvig 15. var mindreårig (1715-1723).

## Børn
1. Mademoiselle de Valois (1693–1694)
2. Marie Louise Élisabeth af Orléans (1695–1719), gift med Karl af Frankrig, Hertug av Berry
3. Marie Louise Adélaïde af Orléans (1698–1743).
4. Charlotte Aglaé af Orléans (1700–1761), gift med Frans III d'Este, Hertug av Modena
5. Ludvig af Orléans, Hertug af Orléans (1700-1752) med Auguste af Baden-Baden
6. Louise Élisabeth af Orléans (1709–1742), gift med Ludvig 1. af Spanien.
7. Philippine Élisabeth af Orléans (1714–1734) Mademoiselle de Beaujolais.
8. Louise Diane af Orléans (1716–1736) med Louis François de Bourbon, Prins af Conti.